# Petrești (stație c.f.), Ungheni
Petrești este un sat-stație de cale ferată din cadrul comunei Petrești din Raionul Ungheni, Republica Moldova.